# 南あわじ市立志知小学校
南あわじ市立志知小学校（みなみあわじしりつ しちしょうがっこう）は、兵庫県南あわじ市志知南にある公立小学校。　

## 沿革

### 略歴
志知地区には、1957年5月まで志知村立志知小学校一校のみであったが、西淡町の発足および旧志知村の一部が三原町に編入したことにより、旧志知村域が「西淡町志知」と「三原町志知」に分割され、それに伴い小学校も三原町立志知小学校と西淡町立志知小学校に分割された。南あわじ市立志知小学校の開校により両校は再統合されることとなった。

### 年表
- 1874年(明治7年)1月18日 - 日知小学校として開校。
- 1887年(明治20年)4月1日 - 志知簡易小学校と改称。
- 1888年(明治21年)4月1日 - 志知尋常小学校と改称。
- 1892年(明治25年)4月1日 - 志知村立志知尋常小学校と改称。
- 1941年(昭和16年)4月1日 - 国民学校令施行により志知国民学校と改称。
- 1947年(昭和22年)4月1日 - 学校教育法施行により志知村立志知小学校と改称。
- 1957年(昭和32年)
  - 6月1日 - 志知村を含む6村が合併し、西淡町発足。西淡町立志知小学校と改称。
  - 10月1日 - 旧志知村の一部が三原町に編入したことにより三原町立志知小学校と改称。
- 1958年(昭和33年)4月1日 - 西淡町に留まった旧志知村区域にて西淡町立志知小学校が開校。
- 2005年(平成17年)1月11日 - 南あわじ市の発足により両校は以下のように改称
  - 西淡町立志知小学校は南あわじ市立西淡志知小学校に改称
  - 三原町立志知小学校は南あわじ市立三原志知小学校に改称
- 2020年(令和2年)4月1日 - 両校統合により南あわじ市立志知小学校開校[注釈 1]。

## 学校行事
| - 4月 始業式・入学式 - 5月 - 6月 | - 7月 終業式 - 8月 - 9月 始業式 | - 10月 - 11月 - 12月 終業式 | - 1月 始業式 - 2月 - 3月 終業式・卒業式 |

## 通学区域
- 南あわじ市
  - 志知地区(奥・口・飯山寺・南・北・志知・鈩・松本・佐礼尾・難波・中島）

## 校区内の主な施設
- 神戸淡路鳴門自動車道
  - 西淡三原インターチェンジ
- 吉備国際大学南あわじ志知キャンパス
- 南あわじ市立志知幼稚園

## 交通
- 志知バスストップより徒歩4分

## 通学区域が隣接している学校
- 南あわじ市立神代小学校
- 南あわじ市立市小学校
- 南あわじ市立榎列小学校
- 南あわじ市立松帆小学校
- 南あわじ市立湊小学校
- 南あわじ市立辰美小学校
- 南あわじ市立福良小学校
- 南あわじ市立賀集小学校